# Salvador González Marco
Salvador González Marco (oft nur kurz Voro; * 9. Oktober 1963 in L'Alcúdia, Valencia, Spanien) ist ein spanischer Fußballtrainer und ehemaliger Fußballnationalspieler. Seine übliche Spielposition während der aktiven Zeit war die zentrale Abwehr.

## Karriere
Der in Valencia geborene Voro absolvierte die Jugendakademie seines Heimatvereins FC Valencia und vertrat in seinen ersten beiden Jahren die B-Mannschaft. Nach einer eineinhalbjährigen Leihe bei CD Teneriffa in der zweiten Liga, spielte er acht Spielzeiten – sieben in La Liga – mit der ersten Mannschaft des FC Valencia, darunter 37 Spiele mit zwei Toren in der Saison 1989–90 und wurde Vizemeister.
Anschließend wechselte Voro zu Deportivo La Coruña und war Anfang bis Mitte der 1990er Jahre maßgeblich am Aufstieg der Mannschaft beteiligt. Nachdem er die Saison 1996/97 mit den Galiziern begonnen hatte, beendete er sie mit CD Logroñés und beendete seine Karriere als Spieler 1999 in der zweiten spanischen Liga.

## Nationalteam
Von 1993 bis 1995 vertrat Voro in 9 Länderspielen die Spanische Fußballnationalmannschaft. Bei der Fußball-Weltmeisterschaft 1994 gehörte Voro zur spanischen Auswahl, die dann schließlich im Viertelfinale gegen Italien scheiterte.

## Trainer
Am 21. April 2008 wurde Voro, nachdem er mehrere Jahre als Delegierter für FC Valencia gearbeitet hatte, nach der Entlassung von Ronald Koeman erstmals zum Interimscoach seines ehemaligen Vereins ernannt. Nachdem er das Team mit vier Siegen in fünf Spielen vor dem Abstieg bewahrt hatte, wurde er durch Unai Emery ersetzt und auf seinem ursprünglichen Posten wieder eingesetzt. Dies sollte in weiterer Folge in insgesamt 6 Spielzeiten erfolgen, da Voro seinem Stammverein trotz der zahlreichen Betreuerwechsel stets die Treue hielt.
So wurde Voro am 30. November 2015 nach dem Abgang von Nuno Espírito Santo erneut zum Interimsmanager von Valencia ernannt, bevor die Position zwei Tage später von Gary Neville besetzt wurde. Er führte die Mannschaft in seinem einzigen verantwortlichen Spiel zu einem 1:1-Unentschieden gegen den FC Barcelona im Mestalla-Stadion. Am 20. September 2016 übernahm Voro nach der Entlassung von Pako Ayestarán erneut für 3 Pflichtspiele den Interimsposten. Am 10. Januar 2017 wurde Voro schließlich erstmals für längere Dauer bis zum Ende der Saison als Cheftrainer bestätigt und coachte das Team für 25 Pflichtspiele bis Marcelino García für die kommenden 2 Spielzeiten engagiert wurde.
Voro kehrte am 29. Juni 2020 für 6 Pflichtspiele in der Position als Interimscoach zurück, als Albert Celades sechs Spiele vor Schluss gefeuert wurde. Nur 11 Monate später war er nach der Entlassung von Javi Gracia wieder für 4 Pflichtspiele vorerst zum letzten Mal im Amt, bleibt seinem Heimatklub aber weiterhin als Betreuer erhalten.
| Personendaten    | Personendaten                          |
| ---------------- | -------------------------------------- |
| NAME             | González Marco, Salvador               |
| ALTERNATIVNAMEN  | Voro; Marco, Salvador                  |
| KURZBESCHREIBUNG | spanischer Fußballspieler und -trainer |
| GEBURTSDATUM     | 9. Oktober 1963                        |
| GEBURTSORT       | Valencia, Spanien                      |